# Al-Galala (FFG 1002)
ENS Al-Galala (FFG 1002) es una fragata en servicio de la Armada egipcia. Fue construida por el programa de fragatas multipropósito FREMM. La fragata Al-Galala se construyó originalmente como Spartaco Schergat originalmente destinada a la Armada italiana antes de adquirida por Egipto y cambiar de nombre.

## Historial operativo
El 31 de diciembre de 2020, la Al-Galala llegó a la base naval de Alejandría después de que Italia terminara de entrenar a la tripulación egipcia en la operación del barco y estuviera listo para el servicio.